# سالیفکا
سالیفکا (انگلیسی: Salyevka) یک شهرک در شهرستان دووانسکی در استان باشقیرستان کشور روسیه است.